# Coccoloba cozumelensis
Coccoloba cozumelensis är en slideväxtart som beskrevs av William Botting Hemsley. Coccoloba cozumelensis ingår i släktet Coccoloba och familjen slideväxter. Inga underarter finns listade i Catalogue of Life.